# Carmageddon II: Carpocalypse Now
Carmageddon II: Carpocalypse Now é um jogo eletrônico de combate veicular desenvolvido pela Stainless Games e publicado em 1998 para Microsoft Windows e em 1999 para macOS, como sequência de Carmageddon. Uma versão para Nintendo 64 foi desenvolvida pela Software Creations e publicada sob o título Carmageddon 64 em 1999. Simultaneamente, a Aqua Pacific desenvolveu versões do jogo para PlayStation e para Game Boy Color, lançadas na América do Norte pela Titus Interactive em 2000 com o título Carmageddon.

## Jogabilidade
Assim como o seu antecessor, que havia sido banido no Brasil, o jogo é conhecido por sua temática violenta. Em alguns países, como na Alemanha, o sangue dos pedestres foi substituído por um líquido verde. No Reino Unido, uma versão substituindo os pedestres por zumbis foi lançada inicialmente, recebendo uma classificação indicativa de 15 anos pela ELSPA após ter sua classificação negada pela BBFC.

## Trilha sonora
O jogo apresenta uma trilha sonora de heavy metal, incluindo quatro faixas da banda britânica Iron Maiden – "The Trooper", "Aces High", "Be Quick or Be Dead" e "Man on the Edge" – e canções do DJ Sentience.

## Recepção
A versão de Carmageddon II para Windows foi recebida de forma favorável pela crítica especializada, de acordo com o agregador de críticas GameRankings, enquanto as versões para console foram recebidas muito mais negativamente.
A Official UK PlayStation Magazine criticou a jogabilidade da versão para PlayStation, dizendo que "nenhuma quantidade de pedestres amassados pode cobrir suas falhas." A versão para Nintendo 64 foi mal recebida, se tornando o jogo com a classificação mais baixa da N64 Magazine, 8%, até 2004. A Hyper, por outro lado, deu à mesma versão 85%, chamando-a de "um sucesso" e "provavelmente mais adequada ao Nintendo 64 do que ao PC, já que se trata de uma grande ação absurda no estilo arcade."
Carmageddon 64 foi indicado para o prêmio de "Pior Jogo" no Best and Worst of 2000 Awards da GameSpot, mas perdeu para Spirit of Speed 1937. A versão para PC foi incluída no livro 1001 Videogames para Jogar Antes de Morrer, publicado originalmente em 2010.